# Locomotiva Thomas și prietenii săi - Sezonul 9
Locomotiva Thomas și prietenii săi este o serie de televiziune bazată pe Seria Căilor Ferate scrisă de Wilbert Awdry, în care ne este prezentată viața unui grup de locomotive și vehicule cu trăsături umane, ce trăiesc pe Insula Sodor.
Acest articol se referă la Sezonul 9. A fost produs în anul 2005 de HIT Entertainment.

## Difuzare în România
Acest sezon a fost difuzat pe postul TV MiniMax, urmând să apară și pe JimJam, a fost dublat în limba română de Daniel Vulcu.
Sezonul urmează să fie lansat și pe 5 DVD-uri în 2009, la fel ca și Sezonul 8.

## Sezonul 9
| #   | #  | Titlu Original                 | Titlu Română                   |
| --- | -- | ------------------------------ | ------------------------------ |
| 209 | 1  | Percy and the Oil Painting     | Percy și Pictura în Ulei       |
| 210 | 2  | Thomas and the Rainbow         | Thomas și Curcubeul            |
| 211 | 3  | Thomas' Milkshake Muddle       | Thomas Lăptarul                |
| 212 | 4  | Mighty Mac                     | Mighty Mac                     |
| 213 | 5  | Molly's Special Special        | Molly cel Specială             |
| 214 | 6  | Respect for Gordon             | Respectați-l pe Gordon         |
| 215 | 7  | Thomas and the Birthday Picnic | Thomas și Picnicul             |
| 216 | 8  | Tuneful Toots                  | Sirena lui Rusty               |
| 217 | 9  | Thomas and the Toy Shop        | Thomas și Magazinul de Jucării |
| 218 | 10 | Rheneas and the Dinosaur       | Rheneas și Dinozaurul          |
| 219 | 11 | Thomas and the New Engine      | Thomas și Loconotiva cea Nouă  |
| 220 | 12 | Toby Feels Left Out            | Toby se Simte Neglijat         |
| 221 | 13 | Thomas Tries His Best          | Thomas își dă Silința          |
| 222 | 14 | The Magic Lamp                 | Lampa Magică                   |
| 223 | 15 | Thomas and the Statue          | Thomas și Statuia              |
| 224 | 16 | Henry and the Flagpole         | Henry și Steagul               |
| 225 | 17 | Emily Knows Best               | Emily Știe Tot                 |
| 226 | 18 | Thomas' Day Off                | Ziua Liberă a lui Thomas       |
| 227 | 19 | Thomas' New Trucks             | Nolie Vagoane ale lui Thomas   |
| 228 | 20 | Duncan and the Old Mine        | Duncan și Mina cea Veche       |
| 229 | 21 | Bold and Brave                 | Îndrăzneală și Curaj           |
| 230 | 22 | Skarloey the Brave             | Skarloey cel Curajos           |
| 231 | 23 | Saving Edward                  | Salvându-o pe Edward           |
| 232 | 24 | Thomas and the Golden Eagle    | Thomas și Vulturul Auriu       |
| 233 | 25 | Keeping Up With James          | Ținând Pasul cu James          |
| 234 | 26 | Flour Power                    | Puterra Făinii                 |